# 科隆的十二座罗曼式教堂
科隆的十二座罗曼式教堂是德国科隆老城区的十二座地标教堂。这十二座教堂全部属于罗马天主教，名单如下：
- 圣安德肋堂（St. Andreas）旧城北区，974
- 圣宗徒圣殿（St. Aposteln）旧城北区，9世纪
- 圣则济利亚教堂（Cäcilienkirche）旧城南区，9世纪
- 圣乔治教堂（St. Georg）旧城南区，11世纪
- 圣格里安圣殿（St. Gereon）旧城北区，612
- 圣库尼伯特教堂（St. Kunibert）旧城北区，1247
- 卡比托利欧圣玛利亚教堂（St. Maria im Kapitol）旧城南区，690
- 利斯基尔亨圣玛利亚教堂（St. Maria Lyskirchen）旧城南区，948
- 大圣玛尔定教堂（Great St. Martin）旧城北区，10世纪
- 圣庞大良教堂（St. Pantaleon）旧城南区
- 圣塞味利圣殿（Basilika St. Severin） 旧城南区，4世纪
- 圣乌苏拉圣殿（St. Ursula），旧城北区，5世纪初

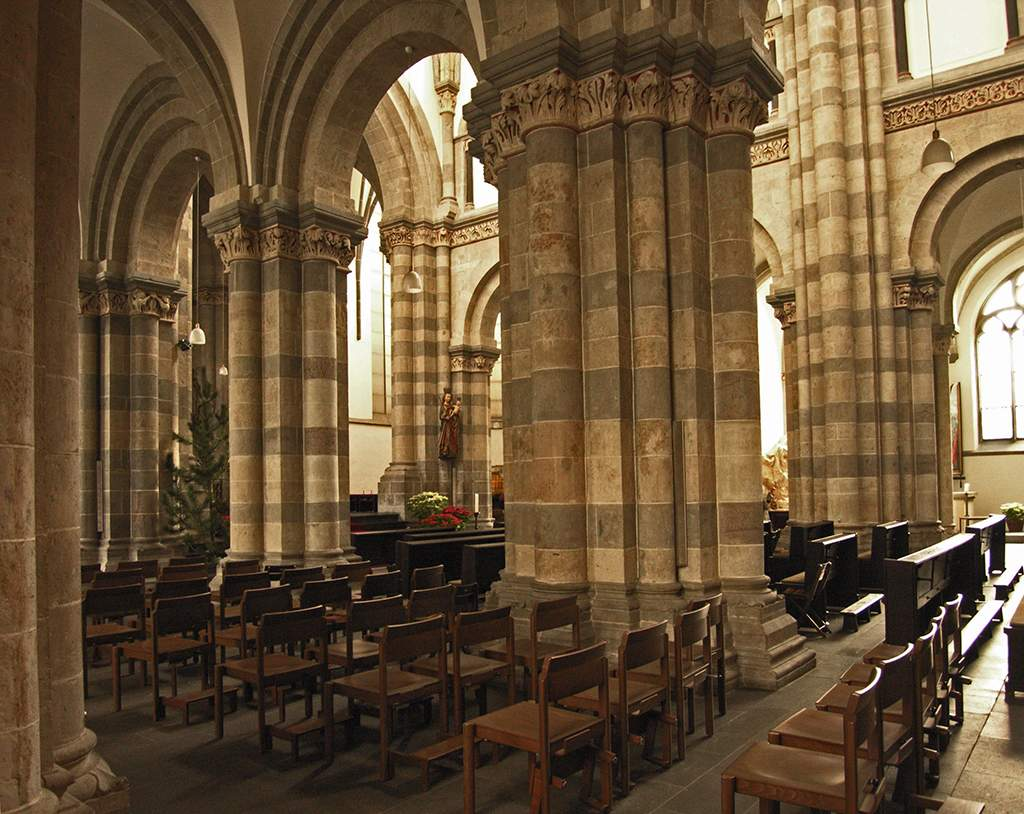
圣安德肋堂内部
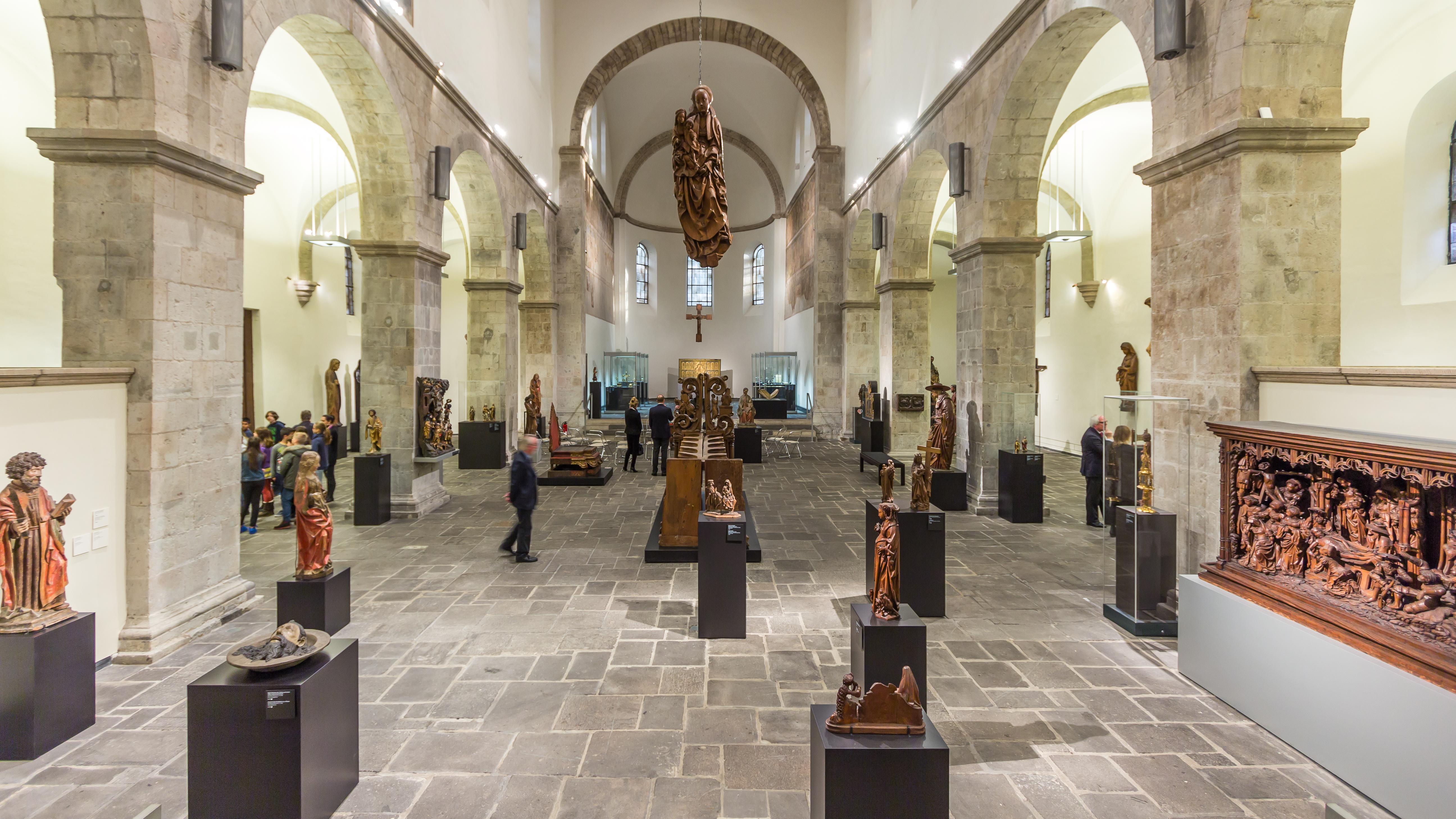
圣则济利亚堂内部
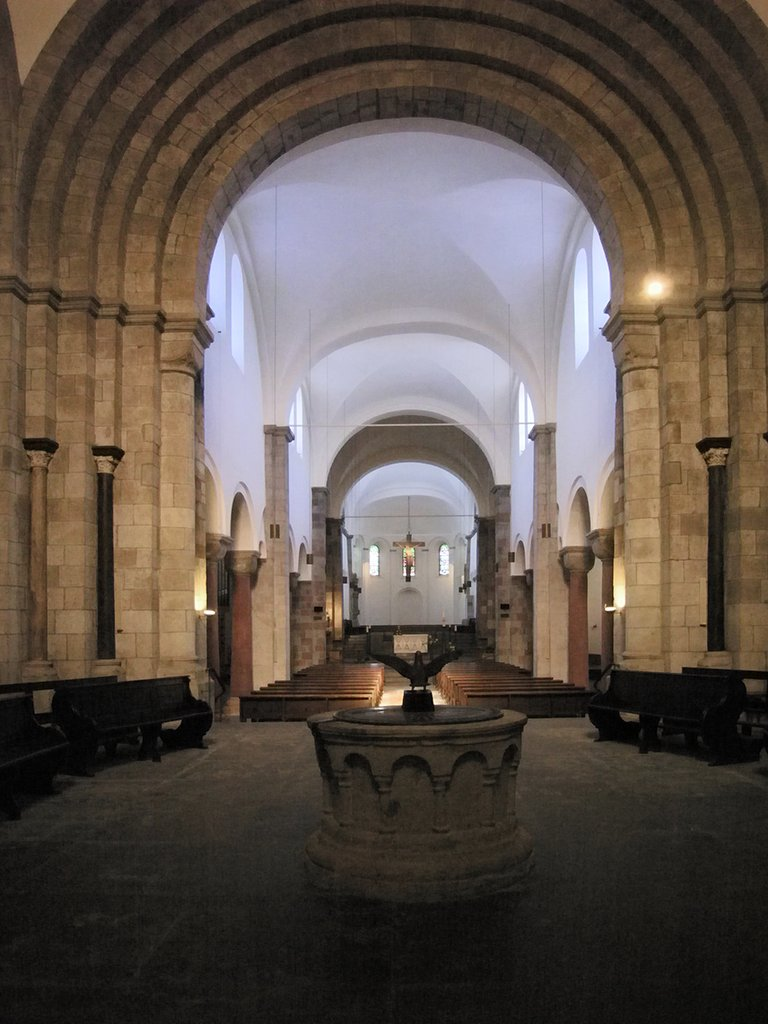
圣乔治堂内部
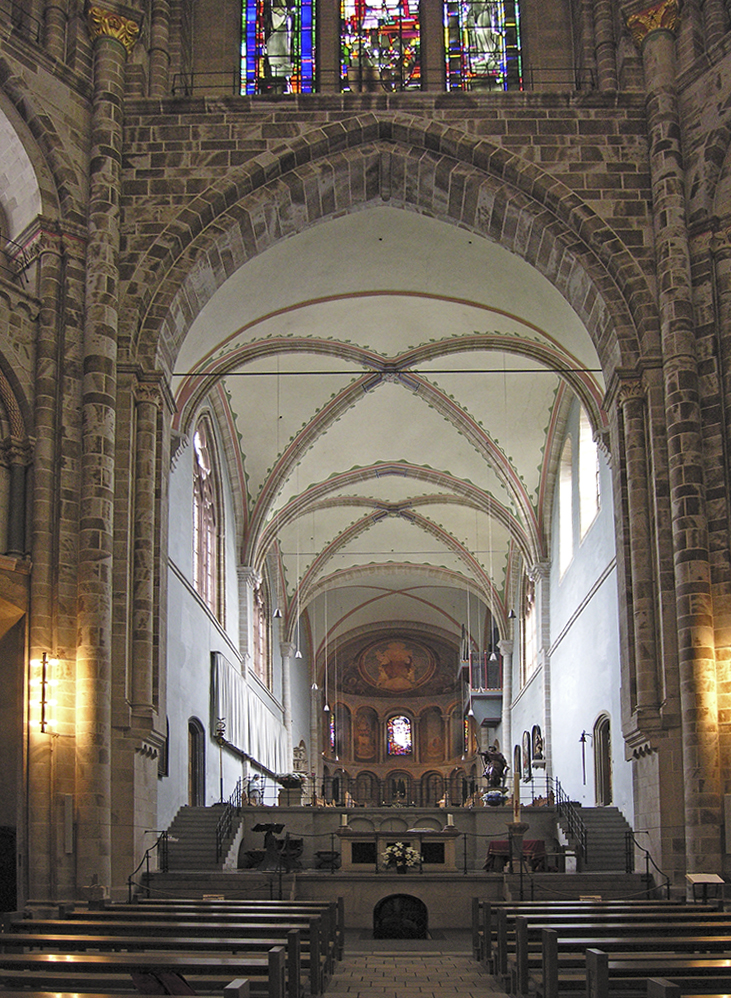
圣格里安圣殿内部
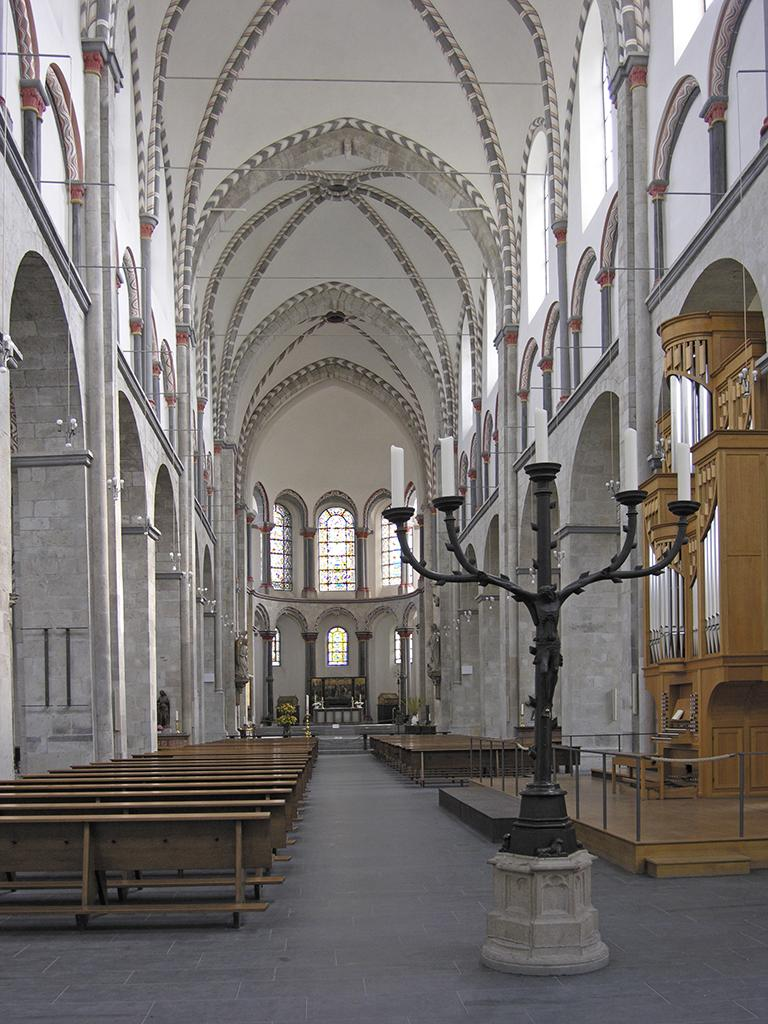
圣库尼伯特堂内部
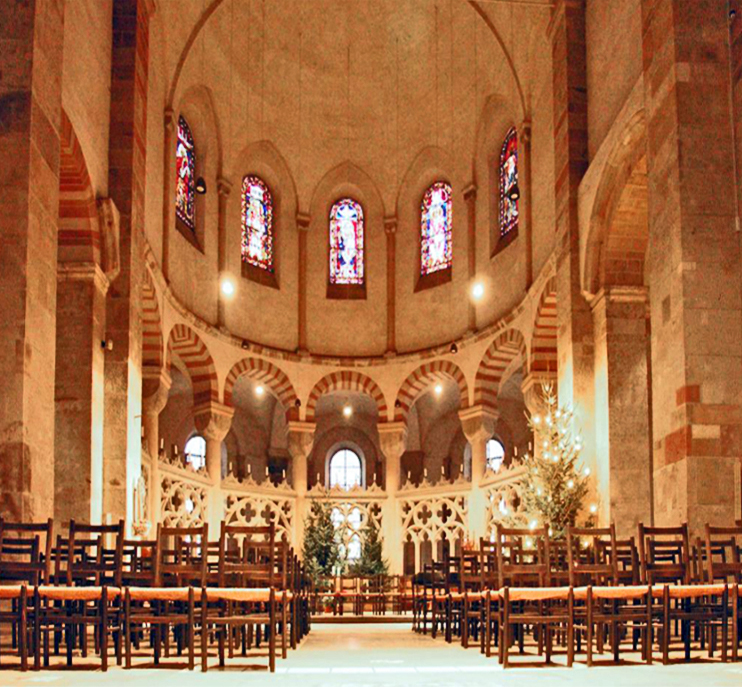
卡比托利欧圣玛利亚堂内部
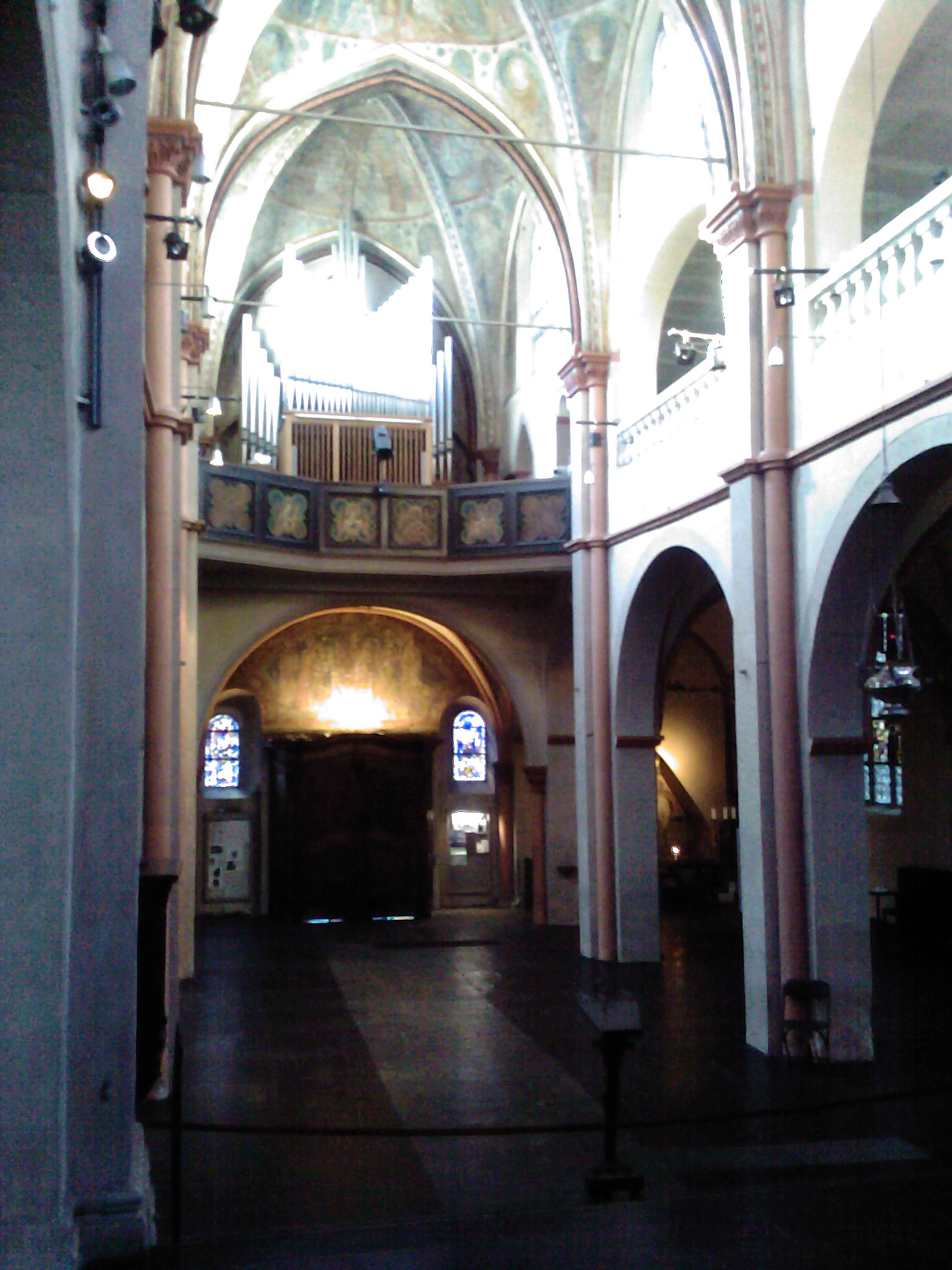
利斯基尔亨圣玛利亚堂内部
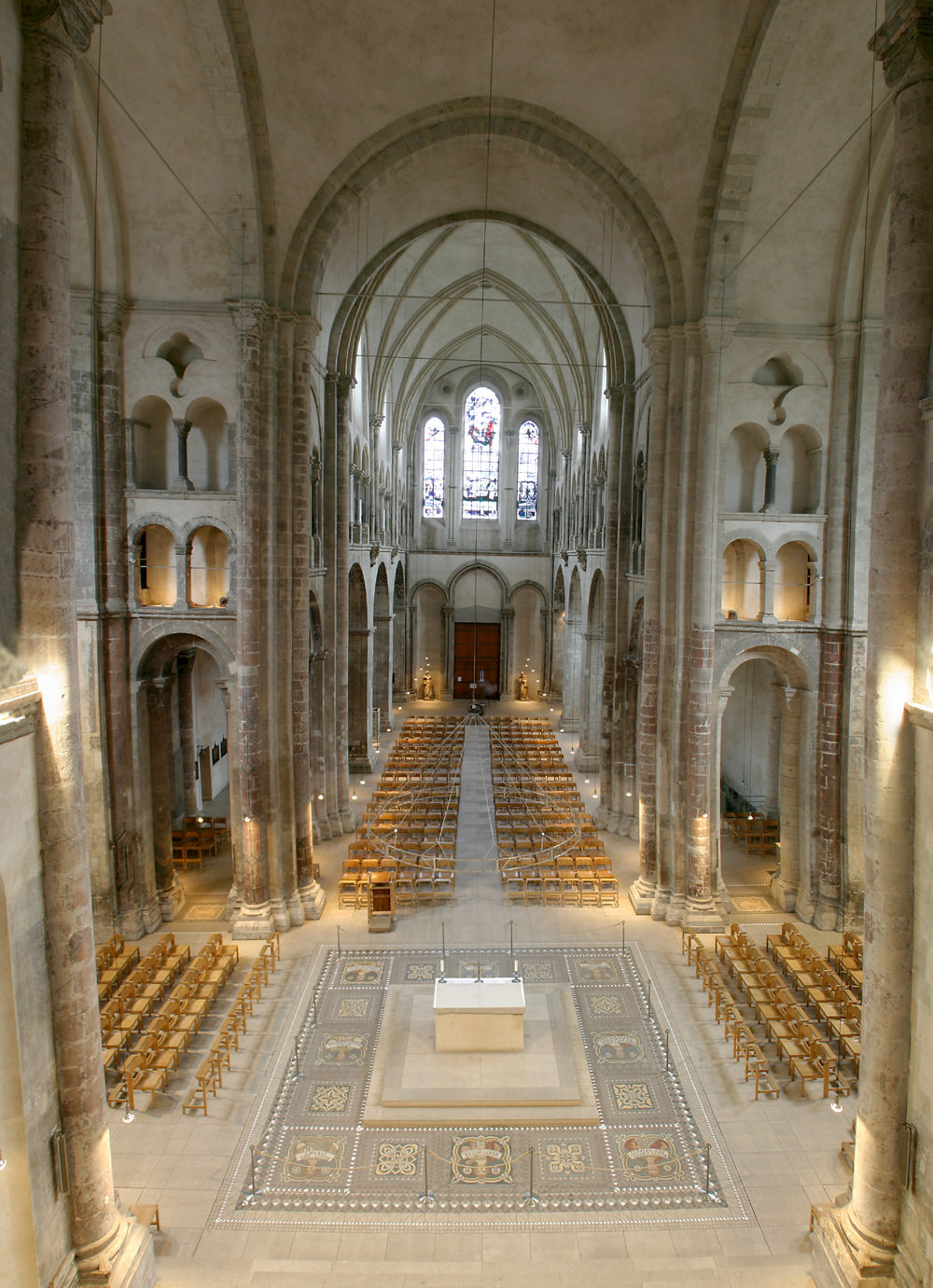
大圣玛尔定堂内部
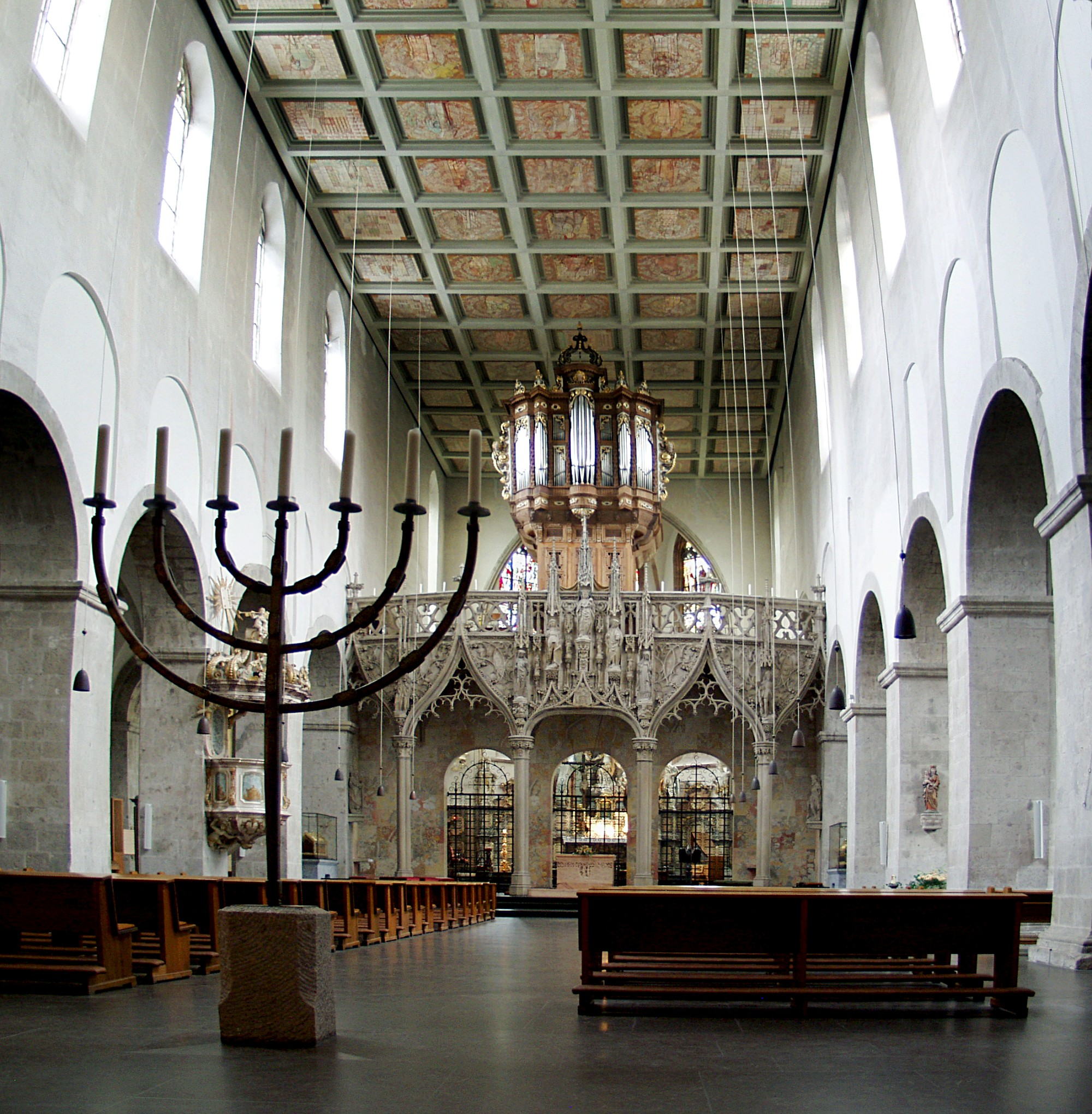
圣庞大良堂内部
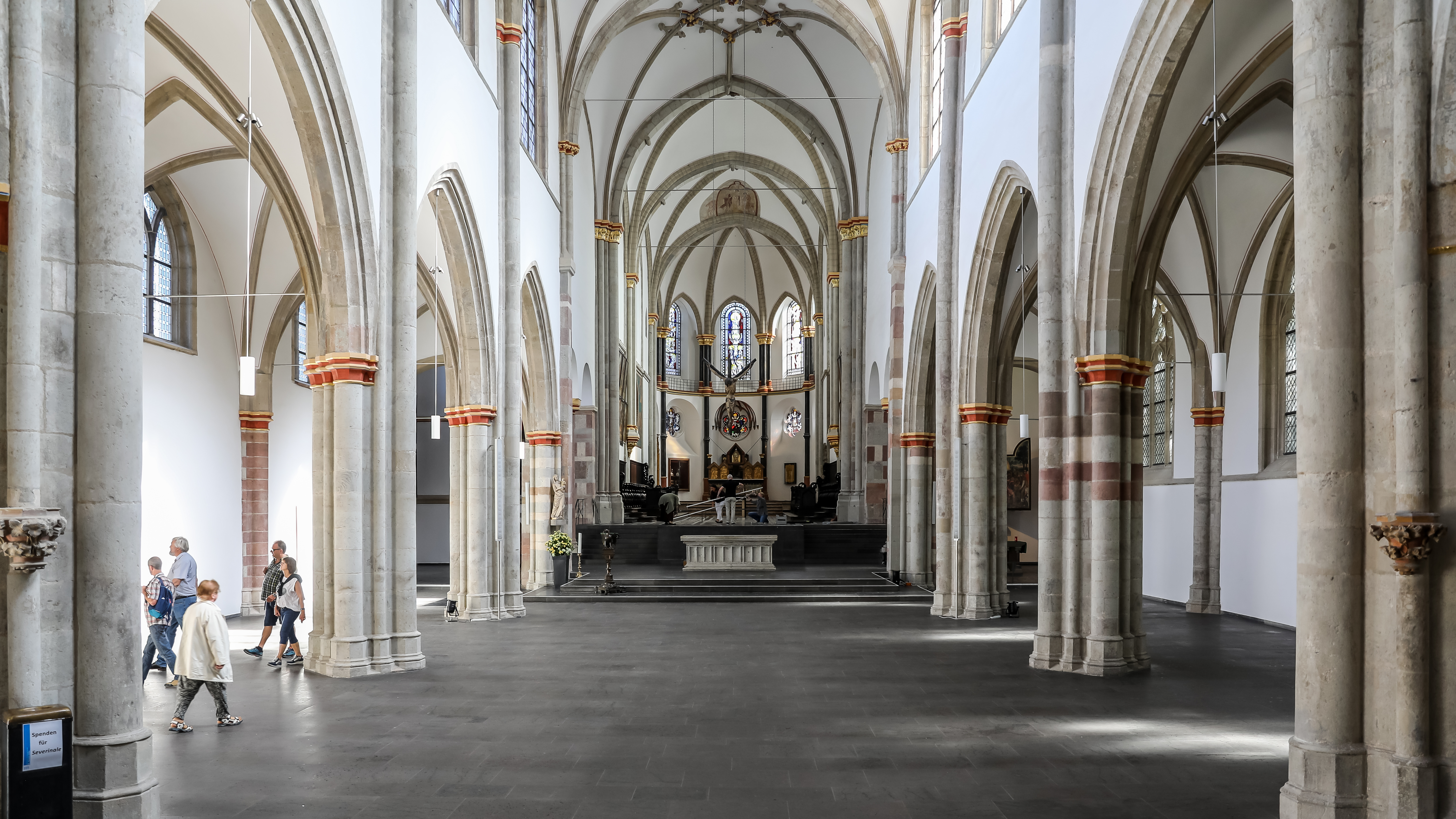
圣塞味利圣殿内部
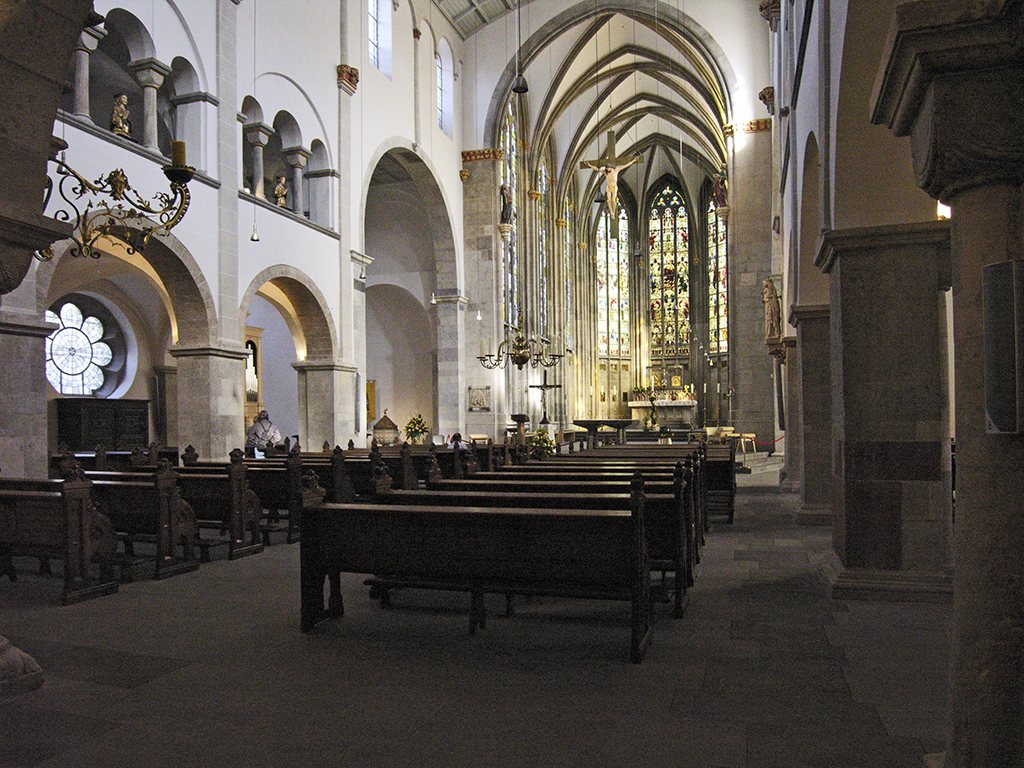
圣乌苏拉圣殿内部